# Paul Nordoff
Paul Nordoff (geb. 4. Juni 1909 in Philadelphia, Pennsylvania, gest. 18. Januar 1977 in Herdecke) war ein amerikanischer Komponist und Musiktherapeut und begründete zusammen mit Clive Robbins die Nordoff-Robbins-Musiktherapie.

## Leben
Geboren in Philadelphia studierte er zunächst Klavier am dortigen Konservatorium und schloss sein Studium 1927 mit dem ‚Bachelor of Music‘ und 1932 mit dem ‚Master of Music‘ ab. Von 1938 bis 1943 leitete er dort die Abteilung für Komposition, lehrte am Michigan State College (1945–1949) und als Professor für Musik am Bard College (1948–1959). Fast fünfzigjährig studierte er noch einmal an der Juilliard School in New York und erhielt 1960 den Bachelor in Musiktherapie des Combs College of Music in Philadelphia.
Schon während seines ersten Studiums kam Nordoff in Kontakt mit der Anthroposophie Rudolf Steiners und wurde 1943 Mitglied der Anthroposophischen Gesellschaft.
Sein musiktherapeutisches Wirken führte ihn auch nach Deutschland, wo er am 18. Januar 1977 nach schwerer Krankheit im Gemeinschaftskrankenhaus Herdecke verstarb und die Verwirklichung des geplanten Projekts einer initialen ersten musiktherapeutischen Ausbildung in Deutschland, dem Mentorenkurs Musiktherapie Herdecke, nicht mehr miterleben konnte.

## Wirken
Nordoff komponierte zwischen 1932 und 1959 zahlreiche Bühnenwerke, Werke für Orchester, Kammerorchester und Soloinstrumente, in denen sich Elemente der Romantik, der Neuen Musik und des Jazz verbinden. Seit 1958 widmete er sich der musikalischen Arbeit mit behinderten Kindern und entwickelte in Zusammenarbeit mit den Heilpädagogen Clive Robbins eine eigene musiktherapeutische Methode, die auch in Deutschland unter dem Namen „Nordoff-Robbins-Musiktherapie“ bekannt wurde und inzwischen allgemeiner als „Schöpferische Musiktherapie“ bezeichnet wird. Als ein Spezifikum bildete sich angesichts der teilweise sehr schwer behinderten Kinder ein besonderes Setting heraus, bei dem Paul Nordoff am Klavier saß, spielte und sang und Clive Robbins das Kind an den verschiedenen Instrumenten, oft kleiner Trommel und Becken, so unterstützte, dass eine improvisierte musikalische Kommunikation möglich wurde. Mit dieser Arbeitsweise in der Einzelmusiktherapie und weiteren Ansätzen für die musikalische Gruppenarbeit zogen die beiden Therapeuten durch zahlreiche, meist anthroposophische, Institutionen für Kinder mit Behinderungen in Amerika, England, Schottland, Schweden, Dänemark, den Niederlanden, der Schweiz und Deutschland. Nordoff komponierte auch im Zusammenhang dieser Arbeit und schuf zahlreiche Werke für die therapeutische Arbeit. Oft entstanden sie aus der ansonsten improvisierten Musik mit den Kindern und wurden dann für die weitere Arbeit in Noten festgehalten. Die in dieser Arbeit entstandene Erfahrung, dass jeder Mensch, jenseits aller Behinderungen, über ein musikalisches Potenzial verfügt, fasste Nordoff mit dem Begriff des „Music Child“ zusammen. Dieses zu wecken und zu entwickeln stand im Mittelpunkt seiner musiktherapeutischen Arbeit. Er schuf spezielle improvisatorische Techniken für die musiktherapeutische Arbeit sowie Einschätzungsskalen für die Analyse der Kommunikation und des Grades der erreichten musikalischen Beziehung. Aufgrund der dazu gemachten Tonbandmitschnitte sind zahlreiche Tonaufzeichnungen der Musik aus den Therapien Nordoffs erhalten. Einige waren der deutschen Buchveröffentlichung 1986 als Tonbandkassette beigefügt (ebd.).

## Rezeption
Die Nordoff-Robbins-Musiktherapie hat sich neben anderen musiktherapeutischen Methoden weltweit verbreitet, erleichtert durch die Tatsache, dass sie im Unterschied zu anderen musiktherapeutischen Richtungen, therapeutisch weitgehend auf das Gespräch verzichtet. Nordoffs für die Musiktherapie geschriebene Kompositionen finden in der Musiktherapie weiterhin Verwendung, während seine sonstigen Komposition nur selten aufgeführt werden. Über die Arbeit mit behinderten Kindern hinaus wird der von Nordoff und Robbins entwickelte Ansatz heute auch in zahlreichen anderen Arbeitsfeldern, auch mit erwachsenen Patienten, angewandt, so z. B. in der Neurologie, Psychiatrie, der inneren Medizin und der onkologischen Rehabilitation. Durch die Begegnung Nordoffs mit dem deutschen Psychiater Konrad Schily entstand am Gemeinschaftskrankenhaus Herdecke die erste Musiktherapieausbildung in Deutschland, der Mentorenkurs Musiktherapie Herdecke (1978–1980), an dem die Nordoff-Robbins Methode zusammen mit der Psychoanalytischen Musiktherapie (Mary Priestley) gelehrt wurde. Die Universität Witten/Herdecke bot bis 2010 eine spezielle Ausbildung in Nordoff-Robbins-Musiktherapie an. Weltweit finden sich Behandlungszentren und Ausbildungsmöglichkeiten in dieser Methode, in Europa insbesondere in London am Nordoff Robbins Centre mit der Ausbildung in Zusammenarbeit mit der City University London. In Deutschland wird die Methode u. a. durch den Verein zur Förderung der Nordoff-Robbins-Musiktherapie und das Nordoff/Robbins Zentrum Witten für Musiktherapie vertreten.
Das 1975 in deutscher Sprache erschienene Werk Musik als Therapie für behinderte Kinder fand Aufnahme in den Literaturkompass Musiktherapie, welches die 101 wichtigsten Bücher für die Entwicklung der deutschsprachigen Musiktherapie zusammenfasst. Das Buch habe zur Entwicklung und Akademisierung der Musiktherapie in den USA und in Deutschland beigetragen. Die dargestellten Kategorien und Evaluationskriterien zur Dokumentation von Behandlungsverläufen seien richtungsweisend für die Entwicklung von Assessments gewesen.

## Kompositionen
Bühnenwerke:
- Mr Fortune (Oper nach S.T. Warner), 1936–1937.
- Every Soul is a Circus (Ballett), 1937.
- The Masterpiece (Operette nach F. Brewer), 1940.
- Salem Shore (Ballett), 1943.
- Tally Ho (Ballett), 1943.
- The Sea Change (Oper nach S.T. Warner), 1951.

Orchesterwerke:
- Preludium und 3 Fugen für Kammerorchester, 1932–36.
- Klavierkonzert, 1935; Suite, 1938.
- Konzert für Violine, Klavier und Orchester, 1948.
- Violinkonzert, 1949.
- The Frog Prince (für Erzähler und Orchester, Text: H. Pusch/P. Nordoff nach dem Märchen der Brüder Grimm), 1954.
- Winter Symphony, 1954.
- Spring Symphony, 1956.
- Gothic Concert, Klavier und Orchester 1959.

Vokalwerke:
- Secular Mass (W. Prude) für Chor und Orchester, 1934.
- Lost Summer (Warner) für Mezzosopran und Orchester, 1949.
- Anthony's Song Book, 1950.

Sonstige:
- Klavierquintett, 1936.
- In Search of Folly für Bläserquintett, Klavier und Percussion, 1948.
- Sonate für Violine und Klavier, 1950.
- Sonate für Flöte und Klavier, 1953; Klavierwerke sowie zahlreiche Lieder und Spielstücke aus der musiktherapeutischen Arbeit wie die Vertonung der Märchens Pif Paf Poltrie der Brüder Grimm, Die drei Bären und The Old King.

s. Werkverzeichnis
Veröffentlichungen hauptsächlich durch Theodore Presser Company

## Bücher in deutscher Sprache
- mit Clive Robbins: Schöpferische Musiktherapie. Bärenreiter, Kassel 1986, ISBN 3-7618-0689-1.
- mit Clive Robbins: Musik als Therapie für behinderte Kinder. Klett-Cotta-Verlag, Stuttgart 1975, ISBN 3-12-926280-6.
- Kinder-Spiel-Lieder (Gesang und Klavier). Eres Edition, Lilienthal bei Bremen 1978